# Arroyo Del Agua
Arroyo del Agua è una comunità non incorporata degli Stati Uniti d'America della contea di Rio Arriba nello Stato del Nuovo Messico. Si trova lungo la sponda settentrionale del Rio Puerco, al di sopra della sua confluenza con il suo affluente Salitral Creek.

## Storia
Arroyo Del Agua è menzionata nell'itinerario di Antonio Armijo come tappa della sua spedizione che aprì la strada al suo percorso durante il 1829 e il 1830 dell'Old Spanish Trail tra Santa Fe, Nuovo Messico, e la Missione di San Gabriele Arcangelo, in California.